# ホ・ヨンジ
ホ・ヨンジ（허영지、許齡智、Hur YoungJi、1994年8月30日 - ）は、韓国出身の女性歌手。KARAのメンバー。血液型はA型。2024年9月にSM C&C所属。

## 人物
- 趣味：映画鑑賞、運動
- 特技：ダンス
- 2014年、KARAプロジェクトに参加。7人の候補者の中から最終戦に共に進出したアン・ソジン、チョン・ソミン、キム・チェウォンの中からファン投票で満点の5000点、専門家とKARAのメンバーの投票で殆ど満点の4806点で合計9806点で第1位となり、KARAの新メンバーに選ばれた[3]。
- 2023年、1stシングル『Toi Toi Toi』をリリースし、ソロデビューを果たした。
- 実家がコーヒーショップを経営している。KARAプロジェクトで選ばれなかったら実家を手伝おうとしていた[4]。
- 元Core Contents Mediaの練習生。元T-ARAのアルムと同い年で一緒にカバーダンス練習をしていた。
- チャングに関心が高く、出演した番組でもプロ級のチャング演奏を披露した[5]。
- 笑う時には、時折音の出ない笑い方を見せる。バラエティ番組で初めて見せた後、どのように周囲から見られるか不安だったが「ミュート笑い」というニックネームを付けられるほど良い評価を得られた。当初は、マネージャーや事務所から「女性らしく控えめに笑う」よう指導されたが、最終的には自然体の笑い方にするようになった[6][7]。
- 幼いころの夢は、ミュージカル俳優だった。
- ミュージカルの勉強をしながら学業をと考え、中学校に入学後、ニュージーランドに留学した経験がある。しかし英語の勉強はせずに動物と遊んでいたほうが長かったため英語の力はそれほどでもないと答えた。また留学先でおいしいものを食べすぎたせいで、空港で再会した両親に見間違われるほど体重が増えていた時もあった[7]。
- 福士蒼汰のファンであり、福士の出演ドラマをよく視聴している。福士との共演希望もある[8]。

## 音楽活動

### ソロ

#### シングルアルバム
| No. | リリース       | タイトル    | タイトル曲 |
| --- | -------------- | ----------- | ---------- |
| 1st | 2023年09月12日 | Toi Toi Toi | L.O.V.E    |

### KARA
- ポジション：サブボーカル

### 外部ユニット
ユニット名『Chamsonyeo（チャムソニョ）』
- MBC「ヒョンドンとデジュニのヒット製造機」シーズン2でのプロジェクトでKARAのヨンジ、AFTERSCHOOLのリジ、G.NA、4Minuteのソヒョンの4名により結成されたプロジェクトグループ。2015年2月20日、デジタルシングル「Magic Words」をリリース。[9]

『K.A.R.D』　（Hiddenメンバー枠）
- DSPメディアから2016年12月13日にデビューのグループで1stデジタルシングルアルバム「Oh NaNa」のHiddenメンバーとして参加[10]。

### ソロ
- 「いつどこにいても」（2015年） - 劇場アニメ『あなたをずっとあいしてる』主題歌[11]

## その他の活動

### テレビ番組
- 『ニュー！日曜日が楽しい－ルームメイト2 Season2』（SBS 2014年9月21日 - )[12]
- 『視聴率の帝王 Season2』（KBS W 2014年9月27日 - ）（司会）[13]
- 『笑いを探す人(ウッチャッサ)』　(SBS 2014年9月12日）
- 『ヒット製造機 Season2』　(MBC 2015年1月9日 - 2015年2月27日）
- 『王座のゲーム』旧正月特番　(KBS 2TV　2015年2月20日）
- 『A Stlye For You』(KBS 2TV　2015年5月31日）

### ラジオ
- 『DSP RADIO』（第3回DJ）（動画サイトYouTube公式チャンネル(DSPメディア) 2014年11月26日）

### ドラマ
- また、オ・ヘヨン（2016年、tvN） - ユン・アンナ役
- 内省的なボス（2017年、tvN）
- キミはロボット（2018年、KBS） - セヒ役
- 僕が見つけたシンデレラ〜Beauty Inside〜（2018年、JTBC）
- 十八の瞬間（2019年、JTBC） - キム・ジミン役
- ドラマステージ2021「パク・ソンシルさんの第四次産業革命」（2021年、tvN）

### ウェブドラマ
- 恋禁術師　(MBCevery1　2015年10月8日 - )　主演 オ・ヨンジ役

### MV
- VIXX 「Error」[14]

### ゲーム
- ドタプ電気 - 広報モデル（2014年12月12日-）、ウィンドレンジャー 役

### 広告モデル
- ファーストフード店「パパイス」(2015年6月）